# Дубовка (Татышлинский район)
Дубовка (баш. Дубовка) — деревня в Татышлинском районе Республики Башкортостан Российской Федерации. Входит в состав Нижнебалтачевского сельсовета. 

## География

### Географическое положение
Расстояние до:
- районного центра (Верхние Татышлы): 21 км,
- центра сельсовета (Нижнебалтачево): 2 км,
- ближайшей ж/д станции (Куеда): 49 км.

## Население
| 2002 | 2009 | 2010 |
| ---- | ---- | ---- |
| 35   | ↘30  | ↗31  |

Национальный состав
Согласно переписи 2002 года, преобладающая национальность — удмурты (94 %).